# Volksbank Gruppe

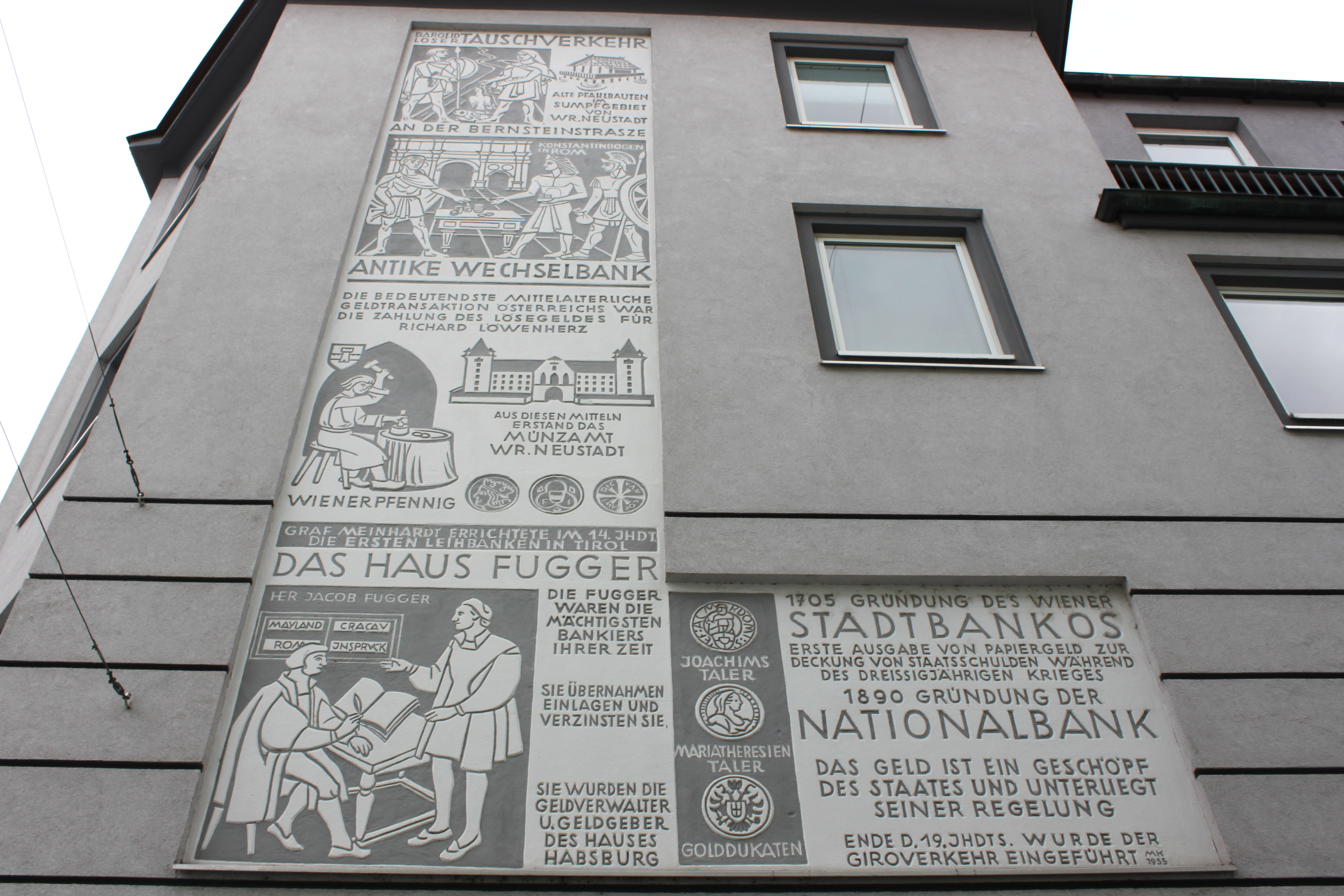
Kunst am Bau (MK 1955) zum Geldwesen an der Volksbank in Wiener Neustadt

Als Volksbank Gruppe bezeichneten sich bis 2012 die österreichischen Genossenschaftsbanken nach dem System Schulze-Delitzsch unter der Führung der Österreichischen Volksbanken-AG (ÖVAG) und einschließlich der angeschlossenen Spezialbanken und sonstigen Dienstleistungsunternehmen innerhalb und außerhalb Österreichs. Mit der Schaffung des Kreditinstituteverbundes gemäß § 30a Bankwesengesetz (BWG) entstand aus der Volksbank Gruppe der Volksbanken-Verbund.
Im Juli 2015 wurde die ÖVAG zur Abbaugesellschaft, legte die Bankkonzession zurück und schied aus der Gruppe aus. Die Spitzeninstitutsfunktionen der ÖVAG übernahm die Volksbank Wien-Baden, die in Volksbank Wien AG umfirmierte und mit den Volksbanken die 2012 eingeleitete Restrukturierung fortsetzte.

## Grundlegende Strukturveränderung
Die 2012 eingeleitete Restrukturierungsphase erstreckte sich bis 2016 und erfolgte, verbunden mit einigem Widerstand, in den nachstehend angeführten Teilschritten. Die Volksbank Osttirol-Westkärnten und die Volksbank Marchfeld verließen den Volksbanken-Verbund und die Volksbank Almtal brachte ihren Bankbetrieb in die Volksbank Oberösterreich ein.
- Bildung der Volksbank Obersteiermark im Oktober 2013[4] aus der Volksbank Aichfeld-Murboden, der Volksbank Enns- und Paltental und der Volksbank Mürztal-Leoben.[5]
- Die Volksbank Osttirol-Westkärnten entstand aus der Volksbank Osttirol und der Volksbank Gailtal (Fusionsbeschluss 10. und 13. Juni 2013).[6]
- Die Volksbank Wien-Baden entstand aus der Fusion der Volksbank Wien mit der Volksbank Baden 2013 und deren Fusion mit der Gärtnerbank 2014.[7][8][9] Im August 2015 beschloss die Volksbank Wien-Baden die Übernahme der Volksbank Ost (Schwechat) und der Volksbank Obersdorf-Wolkersdorf-Deutsch-Wagram.[10]
- Volksbank Niederösterreich St. Pölten-Krems-Zwettl, zusammengeschlossen aus der Volksbank Krems-Zwettl und Volksbank Niederösterreich-Mitte (Mai 2014).[11][12]
- Zusammenschluss der Volksbank Weinviertel und der Volksbank Laa zur Volksbank Weinviertel (beschlossen im Juni 2014).[13]
- Volksbank Steiermark, zusammengeschlossen aus den Volksbanken Graz-Bruck, Bezirk Weiz und Süd- und Weststeiermark (Juli 2014)[14][15][16] sowie seit Juni 2016 Volksbank Südoststeiermark und Obersteiermark.[17]
- Die Volksbank Oberösterreich-Nord sollte im Mai 2015[18] aus der Volksbank Schärding-Altheim-Braunau, zusammengeschlossen aus den Volksbanken Schärding und Altheim-Braunau (Sommer 2014)[19] und der Volksbank Linz-Wels-Mühlviertel gebildet werden. Schließlich fand die Fusion im September 2015 statt und die neue Bank heißt nun Volksbank Oberösterreich.[20] Im Mai 2016 kamen noch die Volksbank Vöcklabruck-Gmunden und Eferding-Grieskirchen dazu.[21][22] Außerdem soll 2017 die Volksbank Almtal übernommen werden.[23]
- Die Volksbanken Alpenvorland, St. Pölten-Krems-Zwettl und Donau Weinland fusionierten.[24] Die Fusion wurde im Februar 2015 bei der Bundeswettbewerbsbehörde angemeldet[25] und fand zum 1. September 2015 statt.[26][27]
- Die Volksbank Salzburg wurde im August 2015 mit der Volksbank Strasswalchen-Vöcklamarkt-Mondsee verschmolzen.[28]
- In Tirol schlossen sich die Volksbanken Landeck, Kufstein und Innsbruck-Schwaz zusammen.[29]
- In Kärnten schlossen sich die Volksbank Kärnten Süd, die Volksbank Oberkärnten, die Volksbank Feldkirchen sowie die Volksbank Gewerbe- und Handelsbank Kärnten zusammen.[30]
- Die beiden Sparda-Banken (Sparda-Bank Austria Nord, Sparda-Bank Austria Süd) haben Im Dezember 2015 ihre Fusion zur Sparda-Bank Austria angemeldet,[31] vollzogen wurde sie im März 2016.[32] Im April 2017 wurde die fusionierte Sparda-Bank in die Volksbank Wien eingebracht.[33][34]

### Liste der regionalen Volksbanken
| lfd. Nr. | Name                          | Gründung | Sitz                     | Vorgängerinstitute |
| -------- | ----------------------------- | -------- | ------------------------ | --- |
| 1        | Volksbank Kärnten eG          | 2016     | Klagenfurt am Wörthersee | - Volksbank Gewerbe- und Handelsbank Kärnten eGen (gegr. 1851) - Volksbank Kärnten Süd e.Gen. (Gründungsjahr 1991, Sitz: Ferlach) - Volksbank Rosental (Gründungsjahr 1891), - Volksbank Völkermarkt (Gründungsjahr 1970) - Volksbank Oberkärnten (Sitz: Spittal an der Drau) - Volksbank Feldkirchen (Sitz: Feldkirchen in Kärnten) |
| 2        | Volksbank Niederösterreich AG | 2015     | St. Pölten               | - Volksbank Niederösterreich St. Pölten-Krems-Zwettl AG (gegr. 2014) - Volksbank Krems-Zwettl - Volksbank Niederösterreich-Mitte - Volksbank Alpenvorland (gegr. 1992) - Volksbank Alpenvorland (gegr. 1980) - Volksbank Amstetten-St. Peter i. d. Au (gegr. 1977) - Volksbank Amstetten reg.Gen.m.b.H. (gegr. 1867 als Vorschuss- und Sparverein zu Amstetten reg. Gen.m.b.H., bis 1960 Gewerbebank Amstetten) - Volksbank St. Peter in der Au (vor 1940: Vorschuss- und Sparverein St. Peter in der Au) - Volksbank Pöchlarn (gegr. 1869) - Volksbank Ybbstal-Steyr (gegr. 1986) - Volksbank Ybbstal-Eisenwurzen - Volksbank Ybbstal reg.Gen.m.b.H. (gegr. 1975) - Volksbank Ulmerfeld-Hausmening - Volksbank Ulmerfeld reg.Gen.m.b.H. (gegr. 1921) - Volksbank Steyr (gegr. 1919 als Handels- und Gewerbekasse für Steyr und Umgebung e.Gen.m.b.H.) - Volksbank Donau-Weinland reg. Gen. mbH (gegr. 1990) - Volksbank Stockerau (gegr. 1971) - Volksbank Stockerau (gegr. 1863) - Volksbank Langenzersdorf (gegr. 1921) - Volksbank Weinland Hollabrunn-Retz (gegr. 1981) - Volksbank Retz (gegr. 1877) - Volksbank Hollabrunn (gegr. 1875) - Volksbank Enns-St.Valentin eG (Fusion 2016, gegr. 1921) - Volksbank Fels am Wagram - Volksbank Ötscherland eG (Fusion 2016) - Volksbank Tullnerfeld eG (Fusion 2015, gegr. 1873) - Volksbank Oberes Waldviertel (2016, Sitz: Heidenreichstein) |
| 3        | Volksbank Oberösterreich AG   | 2015     | Wels                     | - Volksbank Linz-Wels-Mühlviertel (gegr. 2010) - Volksbank Wels (gegr. 1912 als Welser Gewerbekasse, 1921 umbenannt in Welser Handels- und Gewerbekasse, 1971 in Volksbank Wels) - Volksbank Linz-Mühlviertel - Volksbank Schärding-Altheim-Braunau eG (gegr. 2014) - Volksbank Schärding - Volksbank Altheim-Braunau - Volksbank Ried im Innkreis eG (gegr. 1911) - Volksbank Eferding-Grieskirchen (Fusion 2016) - Volksbank Vöcklabruck-Gmunden e.Gen. (gegr. 1914 als Handels- und Gewerbekasse für Vöcklabruck und Umgebung, 1943 umbenannt in Volksbank Vöcklabruck, 1955 umbenannt in Handels- und Gewerbebank Vöcklabruck, 1998 Fusion mit der Volksbank Traunsee mit Umbenennung in Hagebank-Volksbank Vöcklabruck-Traunsee, 2007 Umbenennung in Volksbank Vöcklabruck-Gmunden) - Volksbank Almtal - Volksbank Bad Hall |
| 4        | Volksbank Salzburg eG         | 2015     | Salzburg                 | - Volksbank Bad Goisern e.Gen. (1873, Fusion 2017) - Volksbank Oberndorf (Fusion 2016) - Volksbank Saalfelden (Zusammenschluss 1986) - Volksbank Seekirchen (Zusammenschluss 1987) - Volksbank Salzburg (1938) - Volksbank Steirisches Salzkammergut (Fusion 2017) - Volksbank Strasswalchen-Vöcklamarkt-Mondsee e.Gen. m.b.H., entstanden 2014 aus der Fusion der Volksbank Friedburg-Straßwalchen und der Volksbank Vöcklamarkt-Mondsee |
| 5        | Volksbank Steiermark AG       | 2016     | Graz                     | - Volksbank Steiermark Mitte (Zusammenschluss 2013): - Volksbank Graz-Bruck - Volksbank Bezirk Weiz - Volksbank Süd- und Weststeiermark - Volksbank Süd-Oststeiermark e.Gen. (Zusammenschluss 1993) - Volksbank Hartberg (gegründet 1958) - Volksbank Fürstenfeld-Feldbach (1962 als Volksbank Fürstenfeld gegründet) - Volksbank Obersteiermark e.Gen. (Leoben, Zusammenschluss 2013): - Volksbank Aichfeld-Murboden - Volksbank Enns- und Paltental - Volksbank Mürztal-Leoben |
| 6        | Volksbank Tirol               | 2016     | Innsbruck                | - Volksbank Kufstein-Kitzbühel eG - Volksbank Landeck eG (gegründet 1875) - Volksbank Tirol Innsbruck-Schwaz AG (gegründet 1870) |
| 7        | Volksbank Vorarlberg e.Gen.   | 1888     | Rankweil                 | |
| 8        | Volksbank Wien AG             | 2001     | Wien                     | Mit Wirkung vom 3. November 2015 aus Volksbank Wien-Baden AG umbenannt - Österreichische Volksbanken-Aktiengesellschaft (2001 Übertragung des Filialbereichs der ÖVAG) - Volksbank Baden e.Gen. (Einbringungs- und Sacheinlagevertrag vom 17. September 2013, Änderung des Firmenwortlauts auf „Volksbank Wien-Baden AG“ zum 15. Oktober 2013)* - Gärtnerbank (Einbringungs- und Sacheinlagevertrag vom 22. September 2014) - Volksbank Wien - Volksbank Baden-Mödling - Volksbank Baden - Volksbank Mödling - Volksbank Ost reg. Gen. mbH (Einbringungs- und Sacheinlagevertrag eingetragen im Firmenbuch am 3. November 2015) - Volksbank Obersdorf-Wolkersdorf-Deutsch-Wagram e. Gen. (Einbringungs- und Sacheinlagevertrag eingetragen im Firmenbuch am 3. November 2015) - Volksbank Weinviertel e.Gen. (Fusion 2016, gegr. 2014, Sitz: Mistelbach) - Volksbank Weinviertel (gegr. 1980) - Volksbank Gaweinstal - Volksbank Hohenau - Volksbank Poysdorf - Volksbank Mistelbach (gegr. 1887) - Volksbank Laa eGen (gegr. 1878) - Volksbank Marchfeld e.Gen. (Fusion 2016, gegr. 1991, Sitz: Gänserndorf) - Marchfelder Volksbank r.G.m.b.H. (verschmolzen 1943) - Spar- und Vorschußkasse Marchegg (gegr. 1880) - Marchfelder Volksbank r.G.m.b.H. Marchegg (bis 1941 Marchfelder Kreditgenossenschaft r.G.m.b.H. Marchegg, gegr. 1925) - Volksbank Groß-Enzersdorf (verschmolzen 1939) - Spar- und Vorschußverein Groß-Enzersdorf (gegr. 1873) - Handels- und Gewerbekasse für Groß-Enzersdorf und Umgebung, reg.Gen.m.b.H. (gegr. 1873) - Volksbank Niederösterreich Süd (Fusion 2016, gegr. 1865, Sitz: Wiener Neustadt) - Volksbank Südburgenland eG (Fusion 2016, Sitz: Pinkafeld) - Sparda-Bank Austria (gegr. 2016, Fusion 2017) - Sparda-Bank Austria Nord - Sparda-Bank Austria Süd - Waldviertler Volksbank Horn, Horn |

## Einstieg der Republik Österreich bei der Volksbank Wien
Zur Absicherung des an die Volksbank-Gruppe gewährten staatlichen Partizipationskapitals in der Höhe von 300 Millionen Euro stieg die Republik Österreich (Bund) mit 25 % plus einer Aktie bei der Volksbank Wien ein. Der im September 2015 erfolgte Einstieg war für den Bund kostenlos und bei Rückzahlung wird auch wieder ein Ausstieg erfolgen.